# Jimmy Jones
James "Jimmy" Jones (ur. 1 stycznia 1945 w Tallulah) – amerykański koszykarz, występujący na pozycji obrońcy, uczestnik spotkań gwiazd ABA, kilkukrotnie wybierany do składów najlepszych zawodników tej ligi. Zaliczony do składu najlepszych zawodników w historii ligi ABA.
W 1967 został wybrany zarówno w drafcie do NBA, jak i ABA. Do NBA wybrał go zespół Baltimore Bullets, ten sam, który z numerem 1 wybrał późniejszego członka Koszykarskiej Galerii Sław – Earla "The Perl" Monroego. Jones z obawy o niedostateczną ilość czasu spędzanego na parkiecie w cieniu Monroego zdecydował się jednak przyłączyć do jednego z zespołów konkurencyjnej ligi ABA.
Jest drugim zawodnikiem w historii ligi ABA, który przekroczył granicę 2000 punktów, zdobytych w trakcie jednego sezonu. W trakcie siedmioletniej kariery w ABA uzyskiwał średnie na poziomie 19,2 punktu, 5,1 asysty, 4,9 zbiórki, przy skuteczności z gry - 51%..
Po opuszczeniu ABA w 1974, spędził 3 kolejne lata z Washington Bullets, już w NBA. W tym czasie dotarł do finałów ligi, w 1975. Karierę sportową zakończył w 1977 roku.

## Osiągnięcia

### ABA
- 2-krotny finalista ABA (1968, 1974)
- Uczestnik meczu gwiazd:
  - ABA (1968–1971, 1973–1974)[1][5]
  - NBA vs ABA (1972)[6]
- Zaliczony do:
  - I składu:
    - ABA (1969, 1973–1974)[1]
    - debiutantów ABA (1968)[1]

  - składu najlepszych zawodników w historii ligi ABA (ABA's All-Time Team - 1997)
- Lider:
  - sezonu zasadniczego w skuteczności:
    - rzutów z gry (1969)[1]
    - rzutów wolnych (1974)[1]

  - play-off w:
    - średniej zdobytych punktów (1969)[7]
    - skuteczności rzutów z gry (1974)[8]

### NBA
- Finalista NBA (1975)